# Bjørnepatruljen
Bjørnepatruljen är en norsk svartvit barnfilm från 1958. Den regisserades av Carsten Byhring som också skrev manus och spelade huvudrollen.

## Handling
Det är högsommar och den åtta man stora Björnpatrullen är iväg på campingtur. På resan stöter de på bovarna Agaton och Mads som nyligen gjort inbrott på postkontoret. De träffar också flickorna Gerd och Else. På hemvägen stöter flickorna på bovarna, som gömt sig i en stuga. Gerd tillfångatas av tjuvarna och Elsa springer för att hämta hjälp. Hon larmar Björnpatrullen som lurar tjuvarna rätt in i armarna på polisen.

## Medverkande
- Carsten Byhring
- Dan Fosse
- Einar Vaage
- Jannike Falk
- Bente Lindbeck
- Stein Andersen
- Jan Schellberg
- Georg Bjerke
- Terje Huuse

## Om filmen
Bjørnepatruljen är Carsten Byhrings debut som regissör och producerades av hans eget bolag Carsten Byhring og O. Huuse. Den fotades av Bredo Lind och klipptes av Olav Engebretsen. Musiken komponerades av Kristian Hauger och Leif Nielsen. Den hade premiär den 24 mars 1956.